# 三枝雄子
三枝 雄子（さえぐさ ゆうこ、1969年7月6日 - 
）は、日本の女優。兵庫県佐用町出身。血液型はO型。愛称は「女将ちゃん」、「ぐっさん」。 
MC企画所属。

## 略歴・人物
1990年、大阪芸術大学短期大学部デザイン学科彫刻専攻卒業。
卒業後はグラフィックデザイナーとして勤務するが、25歳の時に俳優養成学校に入学し女優としての活動を始める。
1996年頃からテレビドラマ、映画への出演が増え、特にサスペンスドラマで存在感を発揮し「サスペンスドラマの名わき役」と評された。
近年は女優業のかたわらラジオパーソナリティとしても精力的に活動している。

## エピソード
- 演技を学び始めたきっかけは、人前で話すことが苦手で緊張してしまう性格を克服するためだった。[4]
- 2006年、大阪市北区に飲食店『佐用名物ホルモン焼うどんテン』を開業。[5]若手の女優をアルバイトスタッフとして雇用し、後進育成、イベントプロデュースも盛んにおこなっている。[6]
- 落語好きが高じて天満天神繁昌亭の専属お茶子を務めている。
- 食通として知られ、数々のグルメ記事に紹介者として参加している。[7]

## 出演

### 映画
- 『ヒロイン！〜なにわボンバーズ〜』三原光尋 監督作品 大映（1998年）
- 『ホームタウン朴英美(パク・ヨンミ)のまち』矢田清巳監督作品 垣内陽子役 東映（2008年）
- 『702-602』林 知明 監督作品（2013年）
- 『あした天使になあれ』（2013年）

など

### テレビドラマ
- 『いのちの現場から』4（1996年～1997年、MBSテレビ）
- ドラマ新銀河『父さんは森に隠れる』（1997年、NHK）
- 『いのちの現場から』5（1998年、MBSテレビ）
- 『京都迷宮案内3』15回・よそ者と言われた女！偽りの町家暮らし!!（2001年、テレビ朝日）
- 土曜ワイド劇場『京都B級グルメ殺人メニュー』篠田絵里香役（2001年、テレビ朝日）
- 金曜時代劇『お江戸吉原事件帖』長屋のおかん役（2007年、テレビ東京）
- 『名犬フーバーの事件簿』矢吹明美役（2008年、テレビ東京）
- 『水戸黄門 (パナソニック ドラマシアター)』40部5話、お常役（2009年、TBSテレビ）
- 『水戸黄門 (パナソニック ドラマシアター)』42部2話、お里役（2010年、TBSテレビ）
- ザ・プレミアム『京都人の密かな愉しみ』「桜散る」（2017年、NHK BSプレミアム）
- ザ・プレミアム『京都人の密かな愉しみ』「ごきんとはんな関係編」（2017年、NHK BSプレミアム）
- 連続テレビ小説『まんぷく』125話、大曽根道子役（2019年、NHK）

など

### 舞台
- ブラック・コメディ（クレア役）
- 焼けたトタン屋根の猫（マーガレット役）
- メリークリスマスMr.チャーリー
- 安楽兵舎
- リサの瞳の中に
- 青空のある限り

など

### ラジオ
- 『今夜はしゃべらナイト』レギュラーアシスタント（ラジオ大阪）
- 『馬場章夫のぼらぼら千里』レギュラーアシスタント（FM千里）
- 『山内久司の必殺トーク』レギュラーアシスタント（FM千里）
- 『ジェイキーズ サイグサユウコ シンクロニシティラジオ』レギュラー（エフエムムーヴ）

など

### テレビ番組
- 『水野真紀の魔法のレストラン』2010年7月20日放送（MBSテレビ）
- 『プラチナ・シート』2010年12月22日放送（BSフジ）
- 『ほしおび』（MBSテレビ）
- 『爆報! THE フライデー』 2016年6月17日放送（TBSテレビ）
- 『Abema Wave サタデーナイト』（AbemaTV）
- 『助けて！きわめびと』2017年4月28日放送（NHK）
- 『ハピくるっ!』再現ドラマ（関西テレビ）
- 『お笑いワイドショー マルコポロリ!』再現ドラマ（関西テレビ）

など

### YouTube番組
- 『楽々きもの三姉妹』
- 『夜のワイドショウ』
- 『淡路島湯けむりサスペンス劇場』

### CM
- 味わいカルピス
- ケイ・オプティコム

など

### ビデオパッケージ
- デジタルテレビ（パナソニック）
- ダイケン工業

## 方言指導
- 連続テレビ小説『まんぷく』播州ことば（2018年、NHK）